# Anthyllis polycephala
Anthyllis polycephala är en ärtväxtart som beskrevs av René Louiche Desfontaines. Anthyllis polycephala ingår i släktet getväpplingar, och familjen ärtväxter. Inga underarter finns listade i Catalogue of Life.